# Leptochilus
Leptochilus es un género de helechos perteneciente a la familia  Polypodiaceae.

## Taxonomía
Lepisorus fue descrito por Georg Friedrich Kaulfuss y publicado en Enumeratio Filicum 147, pl. 1, f. 10. 1824. La especie tipo es:  Leptochilus axillaris (Cav.) Kaulf. 

## Especies seleccionadas
- Leptochilus axillaris (Cav.) Kaulf.
- Leptochilus boivinii (Mett. ex Kuhn) C. Chr.
- Leptochilus buergerianus (Miq.) Bosman
- Leptochilus cantoniensis (Baker) Ching
- Leptochilus cordatus (H. Christ) Ching
- Leptochilus decurrens Blume
- Leptochilus digitatus (Baker) Noot.
- Leptochilus dolichopterus (Copel.) Fraser-Jenk.
- Leptochilus ellipticus (Thunb.) Noot.
- Leptochilus hemionitideus (Wall. ex C. Presl) Noot.
- Leptochilus insignis (Blume) Fraser-Jenk.
- Leptochilus listeri (Baker) C. Chr.
- Leptochilus lomarioides Blume
- Leptochilus macrophyllus (Blume) Noot.
- Leptochilus pedunculatus (Hook. & Grev.) Fraser-Jenk.
- Leptochilus perakensis (Bedd.) C. Chr.
- Leptochilus pothifolius (Buch.-Ham. ex D. Don) Fraser-Jenk.
- Leptochilus pteropus (Blume) Fraser-Jenk.
- Leptochilus salicinus (Hook.) C. Chr.
- Leptochilus subhemionitideus (H. Christ) Bosman